# Кщара (Владимирская область)
Кща́ра  — упразднённый в 1977 году населённый пункт (тип: лесной кордон) Вязниковского района Владимирской области России. Входил на год упразднения в Малоудольский сельсовет.

## География
Расположено урочище в пределах Балахнинской низины, к западу от озера Кщара в северной части Клязьминско-Лухского заказника.

## История
Исключён из учётных данных как фактически не существующий
Решением Владимирского облисполкома № 682 от 30.06.1977.